# Синьковичи
Синьковичи (укр. Синьковичі) — село в Рава-Русской городской общине Львовского района Львовской области Украины.
Население по переписи 2001 года составляло 602 человека. Занимает площадь 16,31 км². Почтовый индекс — 80313. Телефонный код — 3252.